# Caricatura.ru
Caricatura.ru — российский онлайн-каталог карикатуры, собравший работы художников-карикатуристов из России, с Украины, из Казахстана, Великобритании и других стран. В коллекции Caricatura.ru — свыше 22 000 карикатур.

## История
День рождения проекта Caricatura.ru — 1 апреля 2001 года. Основатель и владелец — Руслан Курепин.
Среди первых художников-карикатуристов, работы которых появились на Caricatura.ru с самого старта проекта — Евгений Перелыгин, Сергей Корсун, Александр Пашков, Сергей Ёлкин.
В 2003 году проект Caricatura.ru стал победителем Сетевого конкурса Российский Онлайн ТОР++ (РОТОР++), организованного Международным союзом интернет-деятелей «ЕЖЕ», в номинации «Архив года».
В 2005 году Caricatura.ru побеждает в том же РОТОР++ как «Юмористический сайт года».
В 2010 году на базе Caricatura.ru открывается первый интернет-магазин юмористических изображений.

## Проект сегодня
В Каталоге собрана большая коллекция из 20 000 карикатур от более 1000 художников. Все работы для публикации предоставляются самими авторами.
Каталог Caricatura.ru разбит по жанрам. Помимо большого «парада» карикатур (свыше 15 000 работ), на сайте размещены около 1000 шаржей на знаменитых персон, порядка 2000 эротических карикатур, более 1500 картинок на тему чёрного юмора.
На Caricatura.ru представлен жанр плакатного юмора, комиксы, стрип-карикатуры (карикатура, сюжет которой укладывается в два-три рисунка).